# Zbory Boże w Japonii
Zbory Boże w Japonii – chrześcijański wolny kościół protestancki o charakterze ewangelikalnym nurtu zielonoświątkowego działający w Japonii, wchodzący w skład Światowej Wspólnoty Zborów Bożych. Zbory Boże są także członkiem Japońskiego Aliansu Ewangelicznego.
Zbory Boże posiadają w Japonii 10 766 członków zrzeszonych w 211 zborach. Zwierzchnikiem kościoła jest superintendent generalny Japonii, pastor Makoto Hosoi.

## Historia

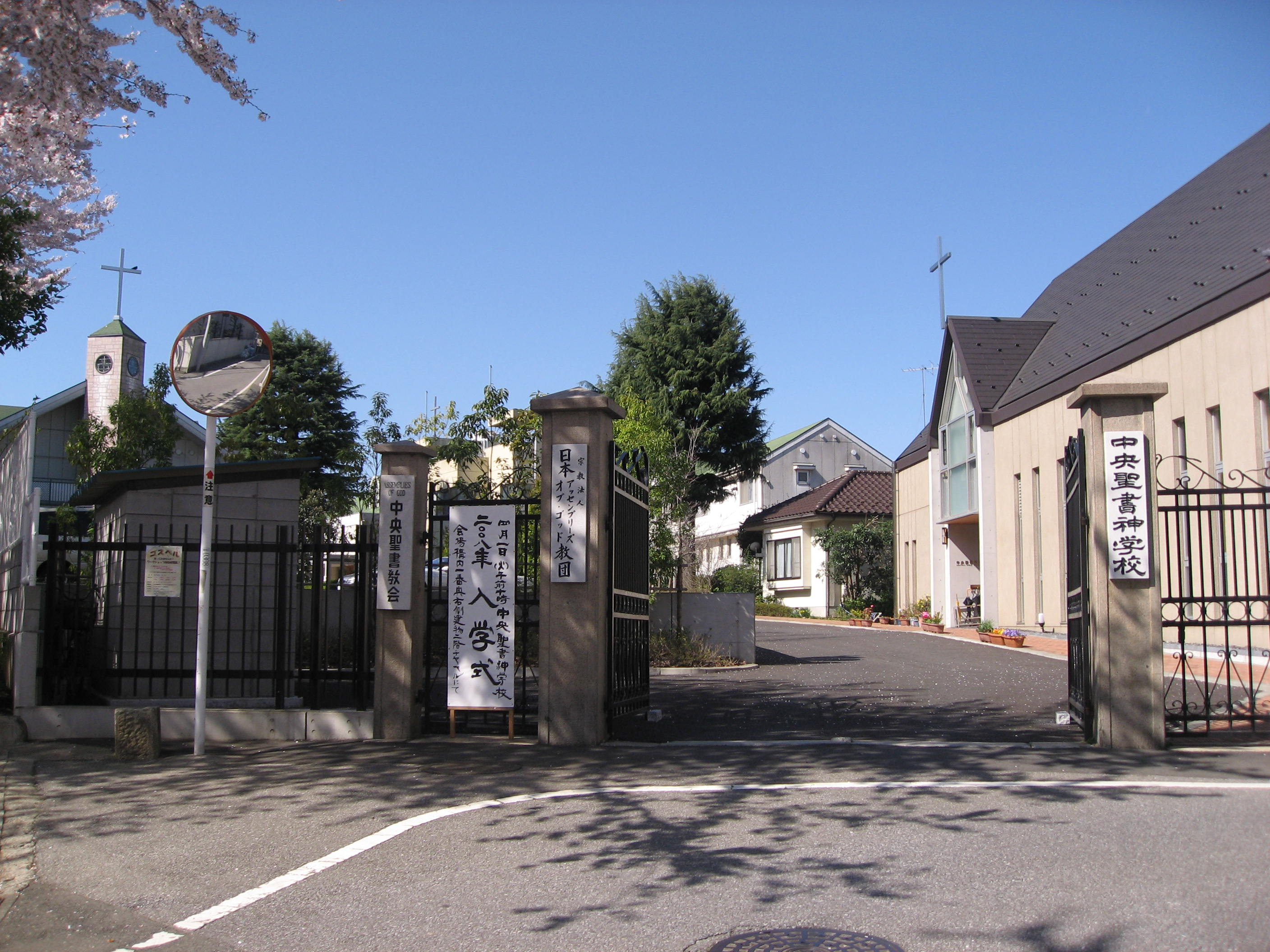
Siedziba Zborów Bożych w Japonii oraz kościół miejscowego zboru zielonoświątkowego

Carl i Frederike Juergensen –  pierwsi misjonarze zielonoświątkowi przybyli do Japonii w 1913 r. Rok później w Ameryce zawiązały się Zbory Boże w Stanach Zjednoczonych, a Juergensenowie zostali uznani za oficjalnych przedstawicieli i misjonarzy tego wyznania w Japonii. Pod ich opieką zorganizowano w 1920 r. pierwszy w tym kraju okręg zielonoświątkowy. W 1941 r. pod naciskiem ówczesnych władz, z uwagi na trwającą wojnę, postanowiono włączyć Zbory Boże do wspólnoty ewangelicko-unijnej – Zjednoczonego Kościoła Chrystusa w Japonii. Po zakończeniu II wojny światowej Zbory Boże wystąpiły z Kościoła ewangelicko-unijnego i usamodzielniły się jako oddzielny kościół protestancki. Od 1949 r. działały już ponownie jako samodzielna wspólnota z 19 pastorami i 17 zborami.